# Chiropsalmus alipes
Chiropsalmus alipes is een tropische kubuskwal uit de familie Chiropsalmidae. De kwal komt uit het geslacht Chiropsalmus. Chiropsalmus alipes werd in 2006 voor het eerst wetenschappelijk beschreven door Gershwin. 